# 1540年代
1540年代（せんごひゃくよんじゅうねんだい）は、西暦（ユリウス暦）1540年から1549年までの10年間を指す十年紀。

## できごと

### 1541年
- カルヴァン、ジュネーヴにて宗教改革を唱える。

### 1543年
- ポルトガル人、種子島に漂着。日本に鉄砲を伝える。
- コペルニクス、地動説を発表。

## 地域ごとの概況

### 東アジア

#### 日本
1400年代後半から室町幕府や鎌倉府など統一権力の抗争に関係して地方でも領主権力が抗争・没落し乱国状態となっていたが、1540年代には30年代から引き続いて領主権力が再確立し、戦国大名や国衆などの地域権力が成立し独自の領国支配を展開し、国内の安定と戦国大名同士の同盟関係などを基板に領国拡大を開始した。